# Рандолф (округ, Индиана)
Ра́ндолф (англ. Randolph County) — округ в штате Индиана, США. Официально образован в 1818 году. По состоянию на 2010 год, численность населения составляла 26 171 человека.

## География
По данным Бюро переписи США, общая площадь округа равняется 1 174,074 км2, из которых 1 171,665 км2 суша и 2,435 км2 или 0,210 % это водоёмы.

## Население
По данным переписи населения 2000 года в округе проживает 27 401 жителей в составе 10 937 домашних хозяйств и 7 798 семей. Плотность населения составляет 23,00 человек на км2. На территории округа насчитывается 11 775 жилых строений, при плотности застройки около 10-ти строений на км2. Расовый состав населения: белые — 98,06 %, афроамериканцы — 0,26 %, коренные американцы (индейцы) — 0,18 %, азиаты — 0,15 %, гавайцы — 0,03 %, представители других рас — 0,59 %, представители двух или более рас — 0,73 %. Испаноязычные составляли 1,22 % населения независимо от расы.
В составе 31,50 % из общего числа домашних хозяйств проживают дети в возрасте до 18 лет, 58,90 % домашних хозяйств представляют собой супружеские пары проживающие вместе, 8,70 % домашних хозяйств представляют собой одиноких женщин без супруга, 28,70 % домашних хозяйств не имеют отношения к семьям, 25,00 % домашних хозяйств состоят из одного человека, 11,90 % домашних хозяйств состоят из престарелых (65 лет и старше), проживающих в одиночестве. Средний размер домашнего хозяйства составляет 2,48 человека, и средний размер семьи 2,95 человека.
Возрастной состав округа: 25,20 % моложе 18 лет, 7,90 % от 18 до 24, 27,30 % от 25 до 44, 23,80 % от 45 до 64 и 23,80 % от 65 и старше. Средний возраст жителя округа 38 лет. На каждые 100 женщин приходится 96,20 мужчин. На каждые 100 женщин старше 18 лет приходится 92,80 мужчин.
Средний доход на домохозяйство в округе составлял 34 544 USD, на семью — 40 855 USD. Среднестатистический заработок мужчины был 30 951 USD против 20 634 USD для женщины. Доход на душу населения составлял 16 954 USD. Около 8,30 % семей и 11,10 % общего населения находились ниже черты бедности, в том числе — 15,70 % молодежи (тех, кому ещё не исполнилось 18 лет) и 8,30 % тех, кому было уже больше 65 лет.